# Open Food Facts
Open Food Facts est un projet collaboratif dont le but est de constituer une base de données libre et ouverte sur les produits alimentaires commercialisés dans le monde entier. Open Food Facts est disponible via un site web ou des applications pour mobiles.

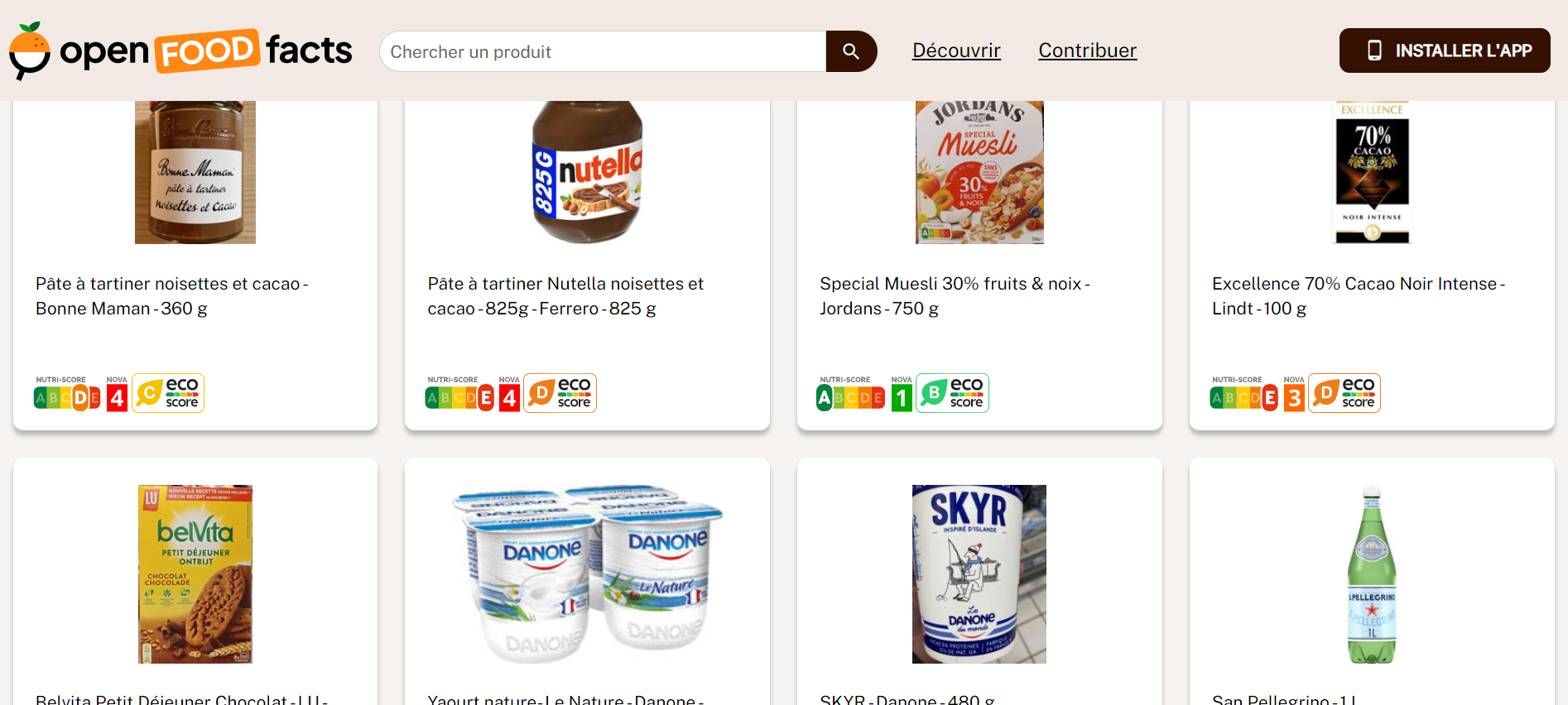
La version web francophone d'Open Food Facts

Les médias le comparent parfois à Wikipédia du fait de son mode de fonctionnement collaboratif et l'utilisation de licences libres,.

## Présentation

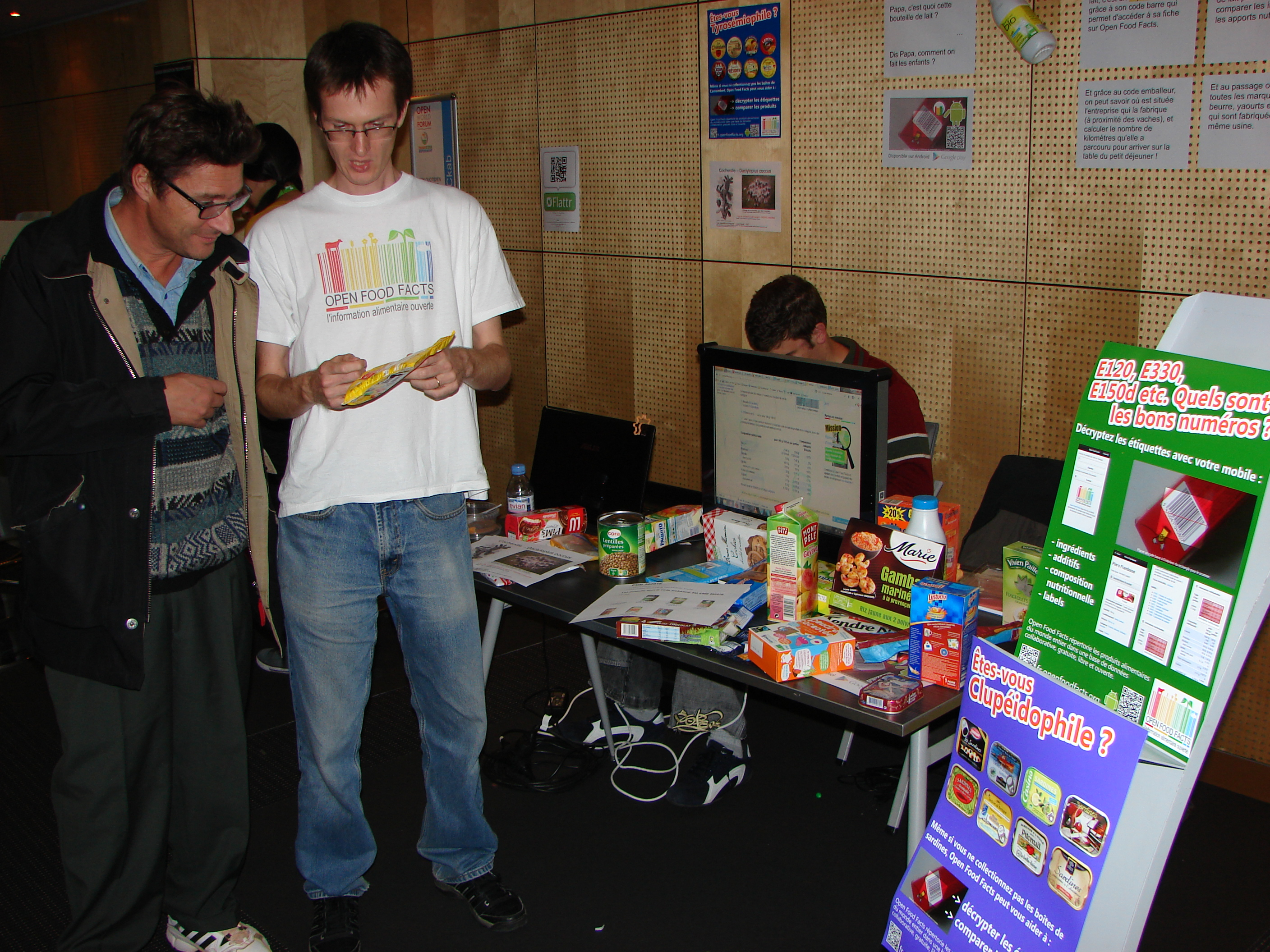
Stéphane Gigandet présentant le projet, en octobre 2012, au Forum mondial du libre.

Le projet a débuté en mai 2012 sous l'impulsion de Stéphane Gigandet (informaticien diplômé en 1998 de Centrale Nantes) et Pierre Slamich (diplômé de Sciences Po) avec l'idée de mieux connaître la composition des produits alimentaires. Son lancement officiel eut lieu le 19 mai, jour du Food Revolution Day de Jamie Oliver. Le site est désormais présent dans 182 pays.

### Un projet collaboratif
Chaque contributeur peut ajouter et modifier les fiches de produits alimentaires, en basant les ajouts effectués sur les données inscrites sur les emballages. De ce fait, le GTIN (Global Trade Item Number) encapsulé dans le code-barres présent sur le packaging (quand l'emballage en possède un) constitue l'identifiant de la fiche du produit alimentaire.
Des applications pour téléphones mobiles permettent la capture de photos et d'informations qui sont ensuite retraitées manuellement par les volontaires, assistés par des algorithmes de vérification, ainsi que des systèmes basés sur l'intelligence artificielle.
La structuration de l'association consécutive à son développement exponentiel s'est effectuée en 2019 par le renouvellement du conseil d'administration en milieu d'année (qu'a intégré Florence Devouard) puis la création de deux postes de salariés en fin d'année.

### Données collectées et générées par le projet
Pour chaque produit référencé on retrouve, notamment, une dénomination générique du produit, sa quantité, le conditionnement (carton, surgelé, etc.), la ou les marques du produit (notamment la marque principale et les éventuelles sous-marques), la catégorie d'aliment du produit afin de permettre des comparaisons, les lieux de fabrication ou de transformation, les magasins et pays où le produit est en vente, la liste des ingrédients et de traces éventuelles (pour les allergies, interdits alimentaires ou tout régime spécifique), les additifs alimentaires détectés à partir de cette dernière, et les informations nutritionnelles.

### Méthodologie

Nutriscore

Scores développés par des équipes de recherchesÀ partir des informations nutritionnelles et de la catégorie du produit, le score nutritionnel Nutri-score est calculé pour chaque produit selon la méthode mise au point par le Pr Serge Hercberg. Il donne une vision synthétique de la qualité d'un produit au point de vue strictement nutritionnel.
Le groupe NOVA des aliments, crée par le Pr Carlos Monteiro est également indiqué depuis 2018. Il donne une indication sur le degré de transformation des aliments. Le score 1 signifie que l’aliment est peu transformé tandis que le score 4 indique que l’aliment est ultra transformé.
Historisation des donnéesComme sur Wikipédia ou tout autre wiki, les informations des produits présents sur « Open Food Facts » sont historisées.

### Rôle dans le développement des scores alimentaires

#### Calcul du score 5 couleurs, devenu le Nutri-Score
Open Food Facts calcule et affiche depuis 2015 le Nutri-Score (alors appelé score 5 couleurs), de manière citoyenne, grâce à la formule que l'équipe avait alors demandée à l'équipe de recherche de l'EREN. Le rôle de l'association a été clé, lui donnant une existence matérielle et simplifiant son calcul à grande échelle.

#### Score NOVA sur la transformation des aliments
En juillet 2018, Open Food Facts commence à calculer les groupes NOVA

#### Eco-Score et affichage environnemental
En janvier 2021, Open Food Facts annonce le calcul à grande échelle et l'affichage dans ses deux applications de l'Eco-Score, qui s'inscrit dans l'expérimentation gouvernementale sur l'affichage environnemental qui a lieu la même année.

### Financement
Open Food Facts est strictement indépendant de l'industrie agro-alimentaire. Le modèle de financement repose sur les subventions et le mécénat, ainsi que les donations du public. Open Food Facts bénéficie aussi du soutien de Santé publique France pour son rôle santé sur le Nutri-Score, de la Commission européenne via le programme NLNet pour l'open-source et de la branche philanthropique de Google, Google.org pour son impact sur l'environnement. Les autres partenaires et soutiens comprennent les fondations Afnic, Mozilla, Perl, Free ainsi qu'OVH.
En avril 2021, Open Food Facts a reçu une subvention de 1,1 million d’euros ainsi que le soutien bénévole de 10 employés de Google pendant une période de 6 mois pour le développement de la nouvelle application mobile ainsi que le calcul de l'Éco-score grâce au Machine Learning,.

### Utilisation de licences libres
La base de données d'Open Food Facts est sous licence Open Database License (ODBL), C’est un contrat qui favorise la libre circulation des données. Elle est issue du projet Open knowledge fondation, la même que celle utilisée (et inspirée) par OpenStreetMap. Par ailleurs, les illustrations téléversées par les contributeurs sont placées sous licence Creative Commons Attribution Partage à l'identique.

### Données producteurs et transformateurs
Le projet a également mis en place des importations de photos et « données-produits » directement depuis des transformateurs et des producteurs volontaires qui choisissent de les placer sous les licences libres du projet, soumis aux mêmes vérifications que pour des contributions individuelles.
En 2019, avec le soutien de Santé publique France, une plateforme gratuite et en libre service pour les producteurs est lancée, permettant à ces derniers d'importer leurs données dans la base (et dans les projets et applications se servant des données ouvertes), ainsi que d'obtenir des recommandations de reformulation afin d'améliorer leur Nutri-Score ou de progresser par rapport à la moyenne de leur catégorie.

### Réutilisations
Cette base a trouvé de nombreuses utilisations et utilisateurs :
Sites, applications et objets connectésLes données de la base sont réutilisées par divers projets, sur des problématiques liées à l'huile de palme, au sucre (avec le jeu Combien de sucres ?), et à la localisation des producteurs et des transformateurs (avec C'est emballé près de chez vous qui permet aux utilisateurs de connaitre l’endroit où sont fabriqués les produits,.
Une centaine d'autres applications sur divers thèmes liés à l'alimentation sont basées sur Open Food Facts. Ainsi, Foodvisor, Yuka, myLabel, BuyOrNot ou bien Date Limite utilisent ou ont utilisé la base de données. Ces mêmes applications peuvent aussi nourrir Open Food Facts grâce à la Production participative (crowdsourcing) de données provenant de leurs utilisateurs.
La base est également utilisée dans des objets connectés, comme la balance de cuisine connectée de Terraillon.
Travaux de rechercheOpen Food Facts est citée comme source dans de nombreux travaux de recherche, que ce soit en recherche informatique ou nutritionnelle.

### Distinctions
Le projet a obtenu différents prix depuis 2013 tel que :
- prix Dataconnexions 2013 remis par Etalab[27], de l'OKFN Award 2015 for Open Knowledge[28].
- en 2015 le prix Daniel Tixier de la chaire Grande Consommation de l'ESSEC
- en 2018 le 1er prix du Datathon de la Commission européenne co-organisé avec l'Autorité européenne de sécurité des aliments — Fostering data reuse and innovation[29].

Enfin, Open Food Facts fait partie du programme Google Summer of Code pour initier des étudiants à l'open source.

## Projets connexes
Parallèlement au projet Open Food Facts on peut noter l’existence d'autres projets similaires :
Open Beauty FactsEn  2014 une version concernant les produits de beauté. En septembre  2018 la base de données de produits contient plus de 8 100 références.
Open Pet Food FactsLe 1er avril 2017, le projet Open Pet Food Facts est lancé avec « l'objectif de remplacer Open Food Facts. » Le poisson d'avril est finalement devenu le 3e projet après Open Beauty Facts.
En septembre  2018 la base de données de produits contient près de 1 000 références, l'alimentation pour chat représentant presque 20 % de celles-ci.
Open Products FactsLe 1er avril 2018, le projet Open Products Facts est lancé avec « l'objectif d'être le début de la base de toute chose. » Le poisson d'avril est finalement devenu le 4e projet après Open Pet Food Facts. La base collecte l'ensemble des produits n'appartenant ni à Open Food Facts, ni à Open Beauty Facts ou Open Pet Food Facts. Le projet est ensuite réorienté pour permettre des choix de consommation plus circulaires, et prolonger la vie des objets du quotidien.
Open Pricesle projet lancé par la communauté a pour but d'effectuer une collecte collaborative des prix

## Évolutions des produits par projets

Logo jusqu'en 2021

La base de données mondiale s'est étoffée depuis 2016 :
- 83 000 produits en mai 2016[34] référencés dans 141 pays;
- 326 000 produits en mai 2017 ;
- 6 ans après sa création, en mars 2018, elle comprend 476 000 produits[35],
593 000 en août
720 000 en décembre 2018 ;

Basé sur le comptage des produits en France (inférieur au nombre total monde) dans les 4 bases de données :
| Date jj/mm/aaaa | Open Food Facts | Open Beauty Facts | Open Pet Food Facts | Open Products Facts |
| --------------- | --------------- | ----------------- | ------------------- | ------------------- |
| 23/03/2016      | 48 447          | pas de données    | pas de données      | pas de données      |
| 29/12/2016      | 466 853         | pas de données    | pas de données      | pas de données      |
| 10/05/2017      | pas de données  | pas de données    | 982                 | pas de données      |
| 12/05/2017      | pas de données  | 3 519             | pas de données      | pas de données      |
| 16/09/2018      | pas de données  | pas de données    | pas de données      | 1 144               |
| 21/02/2019      | 504 147         | 9 251             | 1 763               | 2 474               |
| 04/03/2019      | 513 494         | 9 319             | 1 769               | 2 545               |
| 12/03/2019      | 520 877         | 9 388             | 1 792               | 2 638               |
| 21/09/2019      | 600 218         | 10 324            | 1 919               | 3 446               |
| 25/12/2019      | 636 015         | 10 755            | 2 028               | 3 851               |
| 02/08/2020      | 701 443         | 11 639            | 2 227               | 4 961               |

## Concurrents

### Applicatifs
Grâce au caractère libre et ouvert de la base de données collaborative, des applications ont vu le jour en plus de l'application mobile officielle d'Open Food Facts. Parmi les applications exploitant ou ayant exploité les données d'Open Food Facts, on compte par exemple Yuka, Foodvisor, Y'a quoi dedans, Kwalito, ou encore Scan Eats.

### Base de données
Face à la montée en puissance de ces applications, l'Association nationale des industries alimentaires (ANIA) a lancé sa propre base de données qui viendra alimenter une application, Num-Alim. La base de données est alimentée directement par les groupes de l'industrie agroalimentaire. L'ANIA s'est pour cela associée à la fondation du groupe Avril (premier groupement d'agriculteurs producteurs européen d'huiles végétales et de biocarburants) et au « Fonds français pour l'alimentation et la santé », organe de lobbying de l'industrie agroalimentaire. Grâce à leur lobbying actif, la moitié du budget de l'application (6,3 millions d'euros) a été financée dans le cadre d'un « contrat stratégique de filière » validé par le Secrétariat général pour l'investissement, sous la responsabilité du Premier ministre.